# أبيس 4
قرية أبيس 4 هي إحدى القرى التابعة لمركز كفر الدوار في محافظة البحيرة في جمهورية مصر العربية. حسب إحصاءات سنة 2006، بلغ إجمالي السكان في أبيس 4 15568 نسمة، منهم 7911 رجل و7657 امرأة.